# Percy Heawood

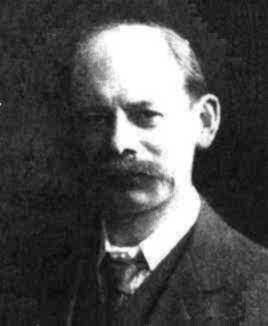
Pery Heawood, ca. 1920

Percy John Heawood (* 8. September 1861 in Newport, Shropshire; † 24. Januar 1955 in Durham) war ein britischer Mathematiker.

## Leben und Wirken
Percy Heawood studierte ab 1880 am Exeter College in Oxford u. a. bei Henry John Stephen Smith. Während des Studiums gewann er mehrere Preise und Stipendien und war Wrangler in den Tripos-Prüfungen.
Von 1887 bis zu seiner Pensionierung im Jahre 1939 arbeitete Percy Heawood an der Durham University, zunächst als Dozent (Lecturer) und ab 1911 auch als Lehrstuhlinhaber. 1926 bis 1928 war er Vizekanzler der Universität.
Er war seit 1890 verheiratet und hatte zwei Kinder.
Heawood beschäftigte sich mit dem Vier-Farben-Satz und fand 1890 einen Fehler in Alfred Kempes Beweis von 1879. Anschließend bewies er stattdessen den Fünf-Farben-Satz. Außerdem behandelte er die Färbungsfrage von Landkarten auf Flächen höheren Geschlechts und bewies eine obere Schranke für die minimale Zahl der benötigten Farben. Heawood vermutete jedoch, dass die von ihm gefundene Formel nicht nur eine obere Schranke liefert, sondern die minimale Zahl exakt bestimmt (Heawood-Vermutung). Gerhard Ringel und J. W. T. Youngs bewiesen 1968, dass diese Vermutung bis auf eine Ausnahme (Kleinsche Flasche) in der Tat richtig war. Die Heawood-Vermutung heißt seitdem Satz von Ringel-Youngs. Diese minimale Zahl der benötigten Farben für eine bestimmte Fläche wird auch als deren Heawood-Zahl bezeichnet.
Ebenfalls nach Heawood benannt ist der Heawood-Graph.